# Черлак (Омская область)
Черла́к — рабочий посёлок в Омской области, административный центр Черлакского района.
Население — 10 024 чел. (2023).

## Этимология
Название происходит от небольшой речки Черлак, тюркское слово чорлок означает — «капли, журчащий»

## География
Посёлок расположен на границе Барабинской низменности, являющейся частью Западно-Сибирской равнины, и долины реки Иртыш. Большая часть посёлка расположена на правом берегу реки Иртыш. Черлак находится в 150 км к юго-востоку от Омска, в 48 км к северо-западу от государственной границы с Республикой Казахстан. Ближайшая железнодорожная станция расположена в 42 км к юго-востоку от посёлка.
Через посёлок проходит федеральная автодорога М38 Омск — Павлодар. В окрестностях населённого пункта распространены чернозёмы обыкновенные, а сама территория района занята сельскохозяйственными землями на месте злаково-разнотравных, разнотравно-злаковых остепнённых лугов и луговых степей. (Атлас Омской области 1999 года, стр. 19)
Климат
Климат резко континентальный, со значительными перепадами температур зимой и летом (согласно классификации климатов Кёппена — влажный континентальный климат (Dfb)). Многолетняя норма осадков — 345 мм. Наибольшее количество осадков выпадает в июле — 59 мм, наименьшее в марте — 12 мм. Среднегодовая температура −1,2 °С.
| Показатель                                                                     | Янв.  | Фев.  | Март  | Апр. | Май  | Июнь | Июль | Авг. | Сен. | Окт. | Нояб. | Дек.  | Год  |
| ------------------------------------------------------------------------------ | ----- | ----- | ----- | ---- | ---- | ---- | ---- | ---- | ---- | ---- | ----- | ----- | ---- |
| Средний суточный максимум, °C                                                  | −13,8 | −12,7 | −4,8  | 8,1  | 18,2 | 24,1 | 25,7 | 22,3 | 16,9 | 6,2  | −4,7  | −10,5 | 6,25 |
| Средняя температура, °C                                                        | −18,3 | −17,6 | −9,8  | 3,1  | 11,9 | 17,9 | 20,0 | 16,7 | 11,3 | 2,1  | −8,5  | −14,8 | 1,2  |
| Средний суточный минимум, °C                                                   | −22,7 | −22,5 | −14,7 | −1,9 | 5,7  | 11,8 | 14,3 | 11,2 | 5,7  | −1,9 | −12,2 | −19,1 | −3,9 |
| Норма осадков, мм                                                              | 17    | 13    | 12    | 18   | 30   | 46   | 59   | 47   | 30   | 30   | 25    | 18    | 345  |
| Источник: Климат: Черлак. ru.climate-data.org. Дата обращения: 11 ноября 2024. |       |       |       |      |      |      |      |      |      |      |       |       |      |

## История

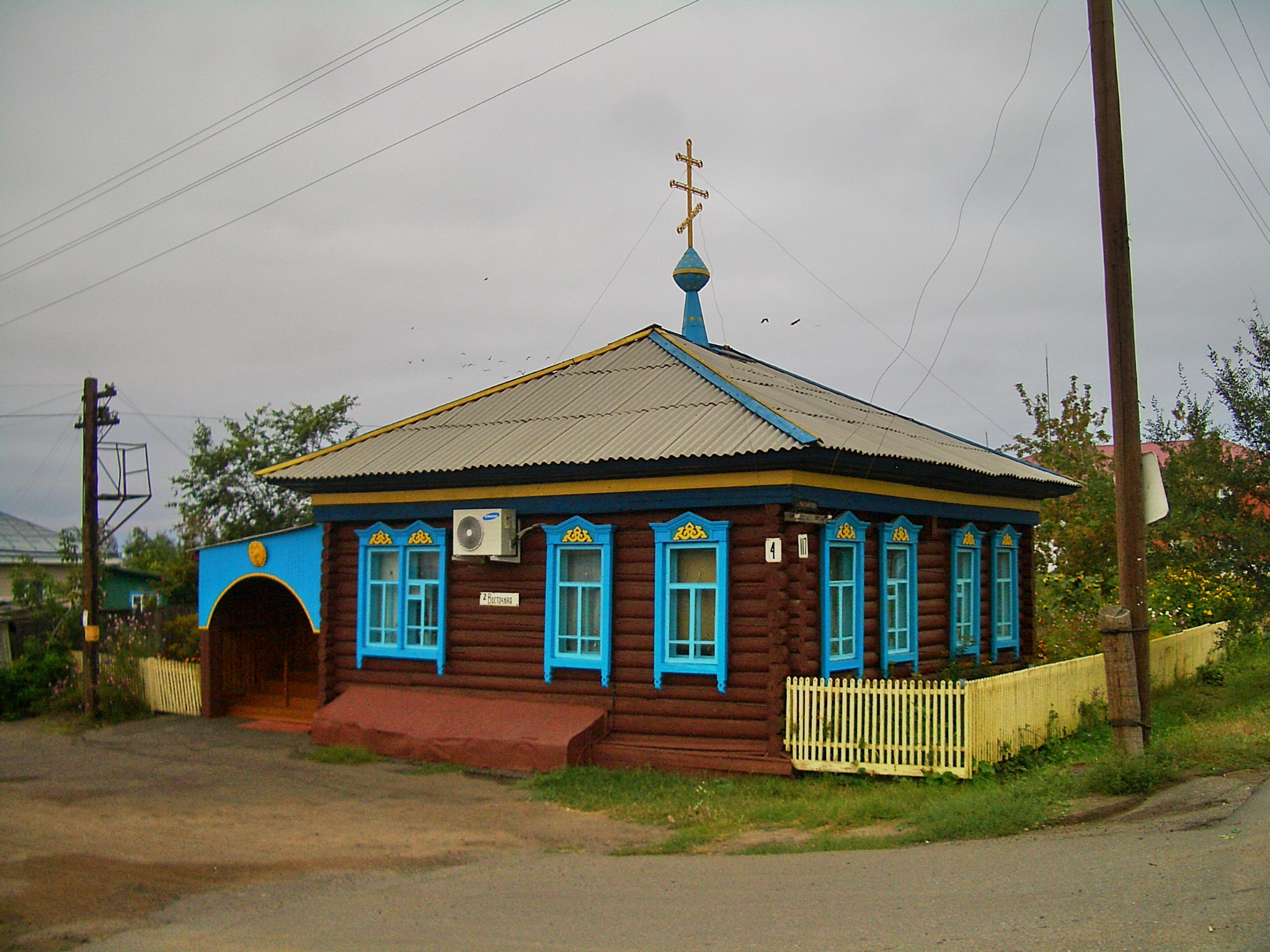
Свято-Никольский православный храм в Черлаке (дом купца Сухоплюева Ивана Алексеевича передан под храм в 1991 году)

В XVII веке верховья Иртыша находились под властью воинственного Джунгарского ханства. В целях защиты важного торгового пути, шедшего по правому берегу Иртыша, и для защиты русских приграничных селений возникли Омская, Ямышевская и Семипалатинская крепости, объединённые в Иртышскую оборонительную линию, на которой между крепостями находились укрепления — форпосты. Одним из таких форпостов стал основанный в 1720 году Черлак. Первоначально Черлакский гарнизон численностью 20 человек состоял из временных, постоянно меняющихся команд казаков, в 1730 году было принято решение о переводе части тарских казаков на постоянное жительство в форпост.
В 1745 году Черлак был перенесен на более удобное место. Первоначально Черлак находился на 3 версты выше по течению Иртыша. С 1762 году вблизи крепости стали селить и крестьян. В 1825 году Черлак получил статус казачьей станицы, и все население было приписано к казачьему сословию.
К началу XX века Черлакская станица Омского уезда Акмолинской области была крупным и богатым селением. Население занималось хлебопашеством и торговлей. Кроме предприятий сельхозпереработки, имелись церковь, школа, пристань. Регулярно проводились ярмарки. В 1922 году Черлак становится уездным центром Черлакского уезда Акмолинской губернии Киргизской АССР.
В 1925 году вошёл в состав Петропавловского уезда. В 1929 году передан в состав Сибирского края, где стал районным центром Черлакского района Омского округа.
Статус рабочего посёлка Черлак получил в 1947 году.

## Население
| 1939    | 1959    | 1970    | 1979    | 1989    | 2002    | 2009    |
| ------- | ------- | ------- | ------- | ------- | ------- | ------- |
| 7554    | ↗11 645 | ↘11 131 | ↗11 236 | ↗11 840 | ↗12 269 | ↘11 633 |
| 2010    | 2011    | 2012    | 2013    | 2014    | 2015    | 2016    |
| ↘10 980 | ↘10 967 | ↗10 993 | ↘10 913 | ↘10 747 | ↘10 636 | ↘10 533 |
| 2017    | 2018    | 2019    | 2020    | 2021    | 2023    |         |
| ↘10 472 | ↗10 488 | ↘10 474 | ↗10 508 | ↘10 098 | ↘10 024 |         |

## Инфраструктура
В посёлке расположен российский речной пограничный пункт пропуска, где проходят пограничные процедуры грузы, пересекающие российско-казахстанскую границу по реке. Пассажирского речного сообщения нет.
Вопреки своему названию, одноимённая станция расположена на значительном удалении от посёлка (около 35 км по автодороге).
Через посёлок проходит федеральная автодорога М38 (Европейский маршрут E127) Омск — Павлодар.
Имеется паромная переправа через Иртыш на дороге Черлак-Нововаршавка.

## Известные уроженцы
- Александр Смирный — российский деятель правоохранительных служб, генерал-полковник полиции, заместитель Министра внутренних дел Российской Федерации (2008—2012).
- Вячеслав Двораковский — российский государственный и политический деятель, Мэр города Омска (2012—2017).